# Belgrandiella koprivnensis
Belgrandiella koprivnensis е вид охлюв от семейство Hydrobiidae.

## Разпространение
Този вид е разпространен в Босна и Херцеговина.